# Las Tierritas
Las Tierritas es uno de los sectores que forman la ciudad de Cabimas en el estado Zulia (Venezuela), pertenece a la parroquia Carmen Herrera.

## Ubicación
Las Tierritas se encuentra a orillas del lago de Maracaibo el cual se encuentra al suroeste, con la plaza Bolívar al norte, y el centro viejo (Punta Icotea) al sur y este.

## Zona residencial
Las Tierritas a pesar de ser uno de los sectores más viejos de la ciudad, es ampliamente ignorado, no aparece en los mapas (aún en los oficiales), su calle no se une con la red vial, y mucha gente lo desconoce. Está compuesto por algunas casas de madera y zinc a orillas del lago de Maracaibo al fondo de Radio Libertad y detrás de la plaza Bolívar, y además el último palafito de Cabimas todavía habitado y las ruinas de otro. No tiene otros accesos.
El último palafito ha sido declarado patrimonio histórico de Cabimas, por lo que se presume se tomarán medidas para su conservación.

## Sitios de referencia
- Plaza Bolívar de Cabimas.
- Muelle de los Guardacostas.
- El Palafito.